# Azrael (DC Comics)
Azrael es el seudónimo de Jean Paul Valley y sus sucesores Abraham Arlington y Michael Washington Lane, personaje de ficción y antihéroe de DC Comics.

## Historia
Aparece por primera vez en 1992-1993, en la serie de cómics de Batman, con el título de Batman: Sword of Azrael, creada por Dennis O'Neil y Joe Quesada, y más adelante aparece como personaje colaborador del Hombre Murciélago, antes de ganarse una serie propia (también realizada por O'Neil).

## Jean Paul Valley (Azrael I)

### Inicio
El personaje fue introducido como Jean Paul Valley en el número The Sword of Azrael. Este es un estudiante de la universidad de Gotham City, no sabe que él es el último de los asesinos de la "Orden de San Dumas", una antigua sociedad secreta. Sin él saberlo, ha sido entrenado desde antes de nacer, cuando en el momento de la gestación se le añadieron esencias de varios animales y, tras varios años de condicionamiento y sugestión hipnótica, junto a un proceso derivado de la alquimia, se logra un verdadero asesino experto en distintas formas de combate.
Era bebé de probeta, desde su concepción la estructura genética de Jean-Paul se vio alterada por los científicos con el ADN de los animales y la ingeniería para que sea capaz de realizar hazañas más allá de las de un humano normal. Él creció ajeno a su propósito más grande, y se convirtió en un estudiante de programación de la Universidad de Gotham. Se enteró de la herencia de su familia cuando su padre, el Azrael anterior, se arrastró sangrando a su apartamento una noche en el vestuario, después de haber sido herido de muerte por LeHah. Antes de solicitar que su cuerpo fuera abandonado en algún lugar donde los secretos de la familia no serían descubiertos, su padre le suministró dinero y los medios para viajar a Suiza para reunirse con la Orden de San Dumas para entrenarlo.

### El ángel vengador
En los Alpes suizos, un hombre llamado Nomoz le enseñó las responsabilidades de Azrael, y reveló que a pesar de creer a sí mismo como alguien débil, en realidad era ya un luchador de lo más capaz que no requiere capacitación adicional, después de haber sido sin saberlo, debidamente acondicionado. Su condición física es el resultado de un proceso conocido como " El Sistema ", las consecuencias sobre la psique humana, de los cuales nunca han sido plenamente explicado. Cuando se pone por primera vez el traje, Azrael se encuentra con Batman (Bruce Wayne), acompañado por su mayordomo Alfred, que habían viajado a Suiza para investigar el misterio detrás de la muerte del padre de Azrael. Aunque en un principio están en desacuerdo uno con el otro, Azrael es finalmente forzado a rescatar a Bruce de BIIS (LeHah), y termina por rechazar los métodos violentos e indiferente de la Orden en favor de los esfuerzos más humanitarios de Batman. Al ser consciente de la identidad secreta de Wayne, viaja de regreso a Gotham y comienza a trabajar con la familia de Batman.

### El nuevo Batman
Bruce rápidamente comienza a entrenar a Azrael como un reemplazo de Batman, para proteger a Gotham en el caso de que una emergencia le impide hacerlo por sí mismo. Valley se llama al servicio activo bajo la capucha antes de lo esperado, cuando el super villano Bane rompe la columna vertebral de Batman, paralizando de Bruce Wayne obligándolo a usar una silla de ruedas. Aunque en un principio cumple eficazmente su papel, el efecto del sistema en la mente de Valley lo lleva a convertirse en un Cruzado Enmascarado mucho más frío y violento, alienar a muchos de los antiguos amigos de Batman y sus aliados, entre ellos destaca el Comisionado Gordon y Robin.
Durante un tiempo, Jean-Paul se volvió loco. Utilizando las habilidades implantadas profundamente en su mente, él modifica el Bat-traje en una versión mucho más avanzada tecnológicamente capaz de infligir más daño. Él encuentra el trabajo de detective aburrido, y se concentra mucho más en los aspectos físicos de la lucha contra el crimen, logrando asestarle un fuerte paliza a Bane antes de derrotarlo.
Aunque Valley parecía estar haciendo un buen trabajo al limpiar el crimen en Gotham, llamó rápidamente la atención de Bruce Wayne sus métodos violentos e irresponsables. Aunque Jean-Paul, en su estado mental alterado, que se cree a sí mismo como un superior Batman, y un sucesor permanente lógico, después de la recuperación de Wayne, se niega a renunciar al manto del murciélago. Después de un enfrentamiento contra Batman, el caballero oscuro triunfa usando solo la fuerza de sus palabras. Sintiéndose avergonzado, Valley regresa a su identidad como Azrael y trató de redimirse a los ojos de Batman

### Muerte
Azrael finalmente fue presuntamente asesinado en una pelea con sus dos grandes enemigos, BIIS y Arañazos. Fue disparado a través de su armadura con múltiples balas recubiertas de teflón, y luego cayó de un balcón con LeHah. A pesar de que su traje se recuperó, su cuerpo no. Se presume muerto. Cinco años más tarde, la Orden de la Pureza, una secta disidente de la Sagrada Orden de San Dumas crea un nuevo Azrael para Gotham con el exagente de policía, Michael Lane.

### Poderes y habilidades
- Mejoramiento Genético: Criado en un tubo de ensayo, la fisiología de Jean-Paul fue alterada, permitiéndole tener una mayor fuerza, velocidad y reflejos.
- Combate Mano a Mano (Avanzado): la programación mental de El Sistema ha llevado a Azrael a convertirse en un gran luchador mano a mano. Aunque no al mismo nivel de habilidad que Batman, él mismo ha demostrado ser capaz de manejar la mayoría de las amenazas físicas.
- Gran Hacker: Jean-Paul Valley estudió programación de computadoras en la Universidad de Gotham.
- Fuerza sobrehumana: Gran poder debido a su entrenamientos.

### Debilidades
- Enfermedad Mental: Debido al lavado de cerebro del sistema, Jean Paul sufre visiones y es mental y emocionalmente débil.

### Equipo
- Armadura de Kevlar
- Espada llameante
- Hojas voladoras
- Lanzallamas

## Abraham Arlington (Azrael II)
Después de una gran cantidad de entrenamiento en Europa por la Sagrada Orden de San Dumas, Abraham Arlington fue el primer Azrael de la Orden de la Pureza en ponerse el traje de las penas, ya que fue robado por Ra's Al Ghul. Actuó como Azrael para el orden en Gotham por muy poco tiempo durante la Batalla por la capucha, pero se vuelve loco después de sólo seis semanas de usar el traje. Después de haber decapitado a un policía encubierto, los seguidores de la Orden de la Pureza en Gotham lo encierran en un hospital psiquiátrico y lo reemplazan con Michael Lane.

## Michael Lane (Azrael III)
Él aparece en el cómic Azrael: Death's Dark Knight # 1 (2009). Su nombre es Michael Washington Lane. Michael Lane tuvo una vida problemática. Se ganó una beca de fútbol americano de la Universidad de Gotham, pero la perdió en su segundo año después de dejar inconsciente a su entrenador. Luego se unió a los marines y sirvió dos veces en Irak. Cuando regresó a los Estados Unidos, se unió al Departamento de Policía de Gotham para mantener a su esposa e hijo. Su hijo fue atropellado por un coche y murió a los tres años. Su esposa se suicidó un año después. Sólo seis meses después de su muerte, los dos hermanos de Michael (sus únicos parientes vivos) fueron asesinados por una aparente secta satánica. Esto rompió la psique de Michael, y fue despedido de la GCPD.
Antes de su cadena de tragedias, Michael fue seleccionado para un experimento conjunto militar / GCPD que fue diseñado para crear a alguien que pudiera hacerse cargo del papel de Batman si algo le sucedía. Michael y otros dos policías con entrenamiento militar fueron sometidos a una serie de experimentos por el científico Hurt, lo que mejoró su fuerza y sus reflejos. Los efectos del experimento junto con sus tragedias personales le hizo volverse loco.
Tras la muerte de Batman durante Final Crisis, Lane confesó su presunta participación en la muerte de Batman a un cura católico, que era un miembro de la Orden de la Pureza. Michael fue reclutado para ser el próximo Azrael de su orden. Se le dio la flamante espada del pecado y el traje de las Penas, que había llevado a su predecesor, Abraham Arlington a la locura después de sólo seis semanas.
Para su primer acto como Azrael, Michael tuvo que defenderse contra Talia al Ghul y su Liga de Asesinos. Talia, que todavía tenía la posesión de la espada de la salvación, quiso recuperar el traje de las penas para poder dárselo a su hijo Damian. Utilizando más fuerza adicional de la requerida, y debido a su formación como reemplazo de Batman, el nuevo Azrael fue capaz de derrotar a Talia y sus asesinos.

## Aparición en otros medios

### Videojuegos
- Azrael aparece en Batman: Arkham City. Es visto al principio del juego observando desde un edificio a Bruce Wayne, tal vez sabiendo de su doble identidad como Batman. Más tarde, es visto sobre un tejado, desde el cual desaparece una vez que Batman se le acerca, dejando una nube de humo y un símbolo en el suelo, que es escaneado por Batman, iniciando la misión "Observador Misterioso". Batman se lo encuentra tres veces más, en cuatro puntos distintos de Arkham City dejándole símbolos al tiempo que desaparece. Una vez que Batman escanea los cuatro símbolos, éstos revelan la ubicación del observador, cerca de la catedral. Una vez allí, Batman escanea un último símbolo y la figura misteriosa aparece. Este se revela como Azrael, miembro de la Orden de San Dumas, quien viene a entregarle un mensaje a Batman. Según Azrael, a Gotham City le llegarán tiempos oscuros y Batman cerrará las puertas del infierno, también afirma que de las cenizas de Arkham, el fuego se propagará y Gotham se quemará junto a Batman. Una vez entregado este mensaje, Azrael promete que se volverán a encontrar y desaparece.
- Azrael aparece en el videojuego Batman: Arkham Knight. Se le puede observar en el tejado de un edificio en Kingston junto a un símbolo de murciélago en llamas. Batman habla con él, comenzando la misión "Heredero de la Capucha". Batman evalúa a Azrael para ver si puede ser el digno sucesor de Batman, pero después de la última evaluación Batman ve en el bati-ordenador que Azrael tiene puesto un chip en su cerebro para que "La Orden de San Dumas" pudiera controlarlo, Azrael se le aparece por atrás a Batman y el chip lo induce a querer asesinarlo, al agarrar la espada aparecen dos opciones: una mala que es "matar a Batman" y la buena que es "romper la espada".  En la opción de "matar a Batman", Batman lo descubre al instante, lo noquea de un golpe y lo lleva a la comisaría.  En la opción de "romper la espada", Azrael se niega a atacarlo y la rompe, le dice a Batman que él es el instrumento de Dios y no del hombre. Batman lo felicita y Azrael se dirige hacia "La Orden de San Dumas" para vengarse.

### Televisión
- Azrael aparece en la serie Gotham. En el capítulo 19 de la segunda temporada Theo Galavan (exalcalde de Gotham asesinado por el detective James Gordon en complicidad con Oswald Cobblepot, alias el Pingüino, a cuya madre Galavan había asesinado y por lo que el Pingüino buscaba venganza) es resucitado por el Dr. Hugo Strange. Pero Galavan carece de identidad propia al serle difícil asimilar su regreso de la muerte. Strange le hace creer que es un caballero de La Orden San Dumas llamado Azrael, basándose en un libro que Theo Galavan había memorizado en vida, el cual contenía información del linaje de la familia Dumas. Strange le ordena acabar con James Gordon por haber estado tratando de arruinar sus propios planes, y le otorga una réplica de la espada de Azrael San Dumas. Durante su tríada Azrael empieza a tener recuerdos de su anterior vida, este intenta matar a Gordon tras provocar una distracción al matar y dejar ahorcados a cuatro hombres, pero sin éxito. Azrael lo intenta por segunda vez en la comisaría de policía, matando a cuatro policías e hiriendo de gravedad al Capitán Barnes, quién descubrió su identidad. Gordon consiguió tirar a Galavan desde lo alto de la azotea disparándole con un fusil mientras unos periodistas informaban desde las puertas de la comisaría, desvelando que Theo Galavan estaba vivo, siendo visto en la televisión por su hermana Tabitha Galavan, Butch Gilzean (socio y amante de Tabitha) y el Pingüino quien quiere vengarse otra vez y asesinarlo el mismo. Sabiendo que Azrael iría a por la auténtica espada de San Dumas, Gordon, Harvey Bullock y Tabitha buscan dicha espada en el cementerio de Gothan, en la cripta de los Dumas, cruzándose los 4. Azrael se queda a solas con Tabitha, quien sin darse cuenta reactiva su memoria y recuerdos como Theo Galavan, acuchillando a Tabitha con la espada por una antigua traición,  robándole su látigo y decide ir a por antiguo objetivo, Bruce Wayne, a pesar de haber recordado, su nueva personalidad es la misma. Azrael llega a la mansión Wayne y se enfrenta a Alfred en un duelo de espadas mientras Bruce intenta escapar, Azrael es atropellado por uno de los coches conducido por Bruce. Sin embargo Azrael consigue resistir y atrapa al joven Wayne, pero Gordon consigue darle varios disparos certeros en la espalda. Sin embargo esto no detiene a Azrael, sin embargo, Butch Gilzean, en venganza por Tabitha, y el Pingüino, acaban con él con el disparo de un bazooka.

- Datos: Q794106